# Eudarcia mensella
Eudarcia mensella is een vlinder uit de familie van de Meessiidae. Deze soort is voor het eerst wetenschappelijk beschreven als Tinea mensella door Thomas de Grey Walsingham in een publicatie uit 1900.
De soort komt voor in Corsica.